# Александер Ф'ют
Александер Ф'ют (нар. 24 червня 1945, Живець, Польща) — польський історик літератури, літературознавець, есеїст.

## Життєпис
Вивчав польську філологію в Ягеллонському університеті.
Дебютував у 1972 у щомісячнику „Profile”, що виходив у Ряшеві.
У 1974 захистив докторську ступінь з творів Вільгельма Маха.
З 1970-х займався творами Чеслава Мілоша, з яким особисто познайомився, перш ніж присвоїти поету Нобелівську премію з літератури.
Провів серію інтерв'ю з письменником, що багато разів друкувався у книжкових виданнях, вперше у 1981, а востаннє — видав томик поезії «Dzie zebalnych».
У 1988 на основі праці по твору Чеслава Мілоша  під назвою "Moment wieczny" («Вічна мить») Ф'ют отримав звання габілітованого доктора.
Вчене звання професора здобув у 1996, того ж року його призначили надзвичайним професором, у 2002 — професором звичайним.
Ф'ют був завідувачем кафедри польської літератури 20 століття Інституту польських студій  Ягеллонського університету (читав лекції в Літературно-художній школі). Один із членів-засновників Фундації Родинних Місць Чеслава Мілоша в Каунаському університеті (Литва), член програмної ради Інституту Чеслава Мілоша (США).
Ф'ют читав лекції, серед інших, в університетах Лілля (Франція), Берклі, Блумінгтона (США), Скоп'є (Македонія), Оломоуця (Чехія), Стокгольма, Геттінгена, Левена (Бельгія), Ріо-де-Жанейро, та в Інституті європейських досліджень у Відні.
Його дослідницькі інтереси стосуються творчості Чеслава Мілоша, літератури 20 століття, літератури Центральної Європи, літератури на межі з соціологією, антропологією, релігієзнавством та психологією.
У березні 2000 року Ф'ют був удостоєний премії «Краківська книга місяця».
У 2006 році отримав нагороду ім. Казимира Вики.
Живе і працює у Кракові.

## Твори
- Dowód nietożsamości. Proza Wilhelma Macha (Studium; Ossolineum 1977)
- Rozmowy z Czesławem Miłoszem (Wydawnictwo Literackie[pl] 1981, ISBN 83-08-00690-6)
- Milosz par Milosz. Entretien de Czeslaw Milosz avec Ewa Czarnecka et Aleksander Fiut (wespół z Renata Gorczyńska[pl] [ps. „Ewa Czarnecka”], Paris, Fayard 1986, ISBN 2-213-01674-7)
- Conversations With Czeslaw Milosz (wespół z Renatą Gorczyńską [ps. „Ewa Czarnecka”]; San Diego: Harcourt Brace Jovanovich 1987, ISBN 0-15-122591-5)
- Moment wieczny. Poezja Czesława Miłosza (Szkice; Libella, Paryż 1987 seria „Historia i teraźniejszość”, t. 14, ISBN 2-903332-05-3; wyd. II: Open, Warszawa 1993, ISBN 83-85254-16-1; Wydawnictwo Literackie, Kraków 1998, ISBN 83-08-02875-6; wydanie amerykańskie: The Eternal Moment. The Poetry of Czeslaw Milosz, California University Press, Berkeley 1990)
- Czesława Miłosza autoportret przekorny. Rozmowy (Wydawnictwo Literackie 1988, ISBN 83-08-01196-9; 1994, ISBN 83-08-02540-4; 2003 w ramach „Dzieł zebranych” Czesława Miłosza, ISBN 83-08-03263-X; przekłady, niekiedy w połączeniu z wywiadami Renaty Gorczyńskiej [jw.], na język włoski, angielski, francuski, serbo-chorwacki i litewski)
- Pytanie o tożsamość (Szkice literackie; Wydawnictwo Literackie 1995, ISBN 83-7052-246-7)
- Być (albo nie być) Środkowoeuropejczykiem (Szkice literackie; Wydawnictwo Literackie 1999, ISBN 83-08-03003-3)
- V Evropě, čili… Eseje nejen o polské literatuře (tłum.: Petra Zavřelová i Václav Burian[pl], Votobia, Olomouc 2001, ISBN 80-7198-502-3)
- W stronę Miłosza (Szkice literackie; Wydawnictwo Literackie 2003, ISBN 83-08-03504-3)
- Spotkania z Innym (Szkice; Wydawnictwo Literackie 2006, ISBN 83-08-03921-9)

## Дослідження та редагування
- Czesław Miłosz, Gedichte (autor przedmowy; tłum. Karl Dedecius[pl] i Jeannine Łuczak-Wild; Frankfurt am Main, Suhrkamp 1992, ISBN 3-518-22090-X)
- Czesław Miłosz, Gedichte 1933-1981 (autor przedmowy; tłum. Karl Dedecius i Jeannine Łuczak-Wild; Frankfurt am Main, Suhrkamp 1995, ISBN 3-518-03648-3)
- Czesław Miłosz, Traktat moralny; Traktat poetycki (przedmowa i przypisy; Wydawnictwo Literackie 1996, ISBN 83-08-02654-0; 1998, ISBN 83-08-02835-7)
- Czesławowi Miłoszowi-poeci: antologia (opracowanie; Baran i Suszczyński 1996, ISBN 83-85845-59-3)
- Czesław Miłosz, Tak mało / Cosi poco (autor wyboru; Wydawnictwo Literackie 1999, ISBN 83-08-02985-X)
- Poznawanie Miłosza 2. Cz. 1, 1980-1998 (opracowanie; Wydawnictwo Literackie 2000, ISBN 83-08-02863-2)
- Poznawanie Miłosza 2. Cz. 2, 1980-1998 (opracowanie; Wydawnictwo Literackie 2001, ISBN 83-08-03124-2)

1. ↑  Бібліотека Конгресу — Library of Congress.
2. ↑  Nauka Polska